# Campionato mondiale di scherma 2005 - Fioretto a squadre femminile
Il Campionato mondiale di scherma 2005 di Lipsia in Germania.
Fasi di qualificazione del fioretto a squadre femminile (13 ottobre).
Per la classifica finale generale vedi Classifica.

## Turni di eliminazione
| 1º turno (prima parte) | 1º turno (prima parte) | 1º turno (prima parte) | 1º turno (seconda parte) | 1º turno (seconda parte) | 1º turno (seconda parte) |
| ---------------------- | ---------------------- | ---------------------- | ------------------------ | ------------------------ | ------------------------ |
| Italia                 |                        |                        | Venezuela                | Austria                  | 40-39                    |
| Romania                |                        |                        | Giappone                 |                          |                          |
| Germania               |                        |                        | Cina                     |                          |                          |
| Ucraina                |                        |                        | Ungheria                 |                          |                          |
| Polonia                |                        |                        | Kazakistan               | Hong Kong                | 44-37                    |
| USA                    |                        |                        | Francia                  |                          |                          |
| Corea del Sud          |                        |                        | Canada                   |                          |                          |
| India                  | Argentina              | 29-45                  | Russia                   |                          |                          |

## 8idi finale
| 8i di finale  | 8i di finale | 8i di finale |
| ------------- | ------------ | ------------ |
| Italia        | Venezuela    | 45-18        |
| Romania       | Giappone     | 29-24        |
| Germania      | Cina         | 24-25        |
| Ucraina       | Ungheria     | 34-36        |
| Polonia       | Kazakistan   | 45-22        |
| USA           | Francia      | 34-36        |
| Corea del Sud | Canada       | 45-29        |
| Argentina     | Russia       | 14-44        |

## 4idi finale
| 4i di finale (9º-16º posto) | 4i di finale (9º-16º posto) | 4i di finale (9º-16º posto) | 4i di finale (1º-8º posto) | 4i di finale (1º-8º posto) | 4i di finale (1º-8º posto) |
| --------------------------- | --------------------------- | --------------------------- | -------------------------- | -------------------------- | -------------------------- |
| Venezuela                   | Giappone                    | 23-45                       | Italia                     | Romania                    | 21-23                      |
| Germania                    | Ucraina                     | 34-26                       | Cina                       | Ungheria                   | 18-45                      |
| Kazakistan                  | USA                         | 23-45                       | Polonia                    | Francia                    | 17-29                      |
| Canada                      | Argentina                   | 45-38                       | Crea del Sud               | Russia                     | 21-18                      |

## Semifinali
| Semifinali (13º-16º posto) | Semifinali (13º-16º posto) | Semifinali (13º-16º posto) | Semifinali (9º-12º posto) | Semifinali (9º-12º posto) | Semifinali (9º-12º posto) | Semifinali (5º-8º posto) | Semifinali (5º-8º posto) | Semifinali (5º-8º posto) | Semifinali (1º-4º posto) | Semifinali (1º-4º posto) | Semifinali (1º-4º posto) |
| -------------------------- | -------------------------- | -------------------------- | ------------------------- | ------------------------- | ------------------------- | ------------------------ | ------------------------ | ------------------------ | ------------------------ | ------------------------ | ------------------------ |
| Venezuela                  | Ucraina                    | 45-40                      | Giappone                  | Germania                  | 29-30                     | Italia                   | Cina                     | 34-38                    | Romania                  | Ungheria                 | 35-29                    |
| Kazakistan                 | Argentina                  | 45-37                      | USA                       | Canada                    | 45-20                     | Polonia                  | Russia                   | 24-34                    | Francia                  | Corea del Sud            | 26-40                    |

## Finale
| Finali    | Finali    | Finali        | Finali |
| --------- | --------- | ------------- | ------ |
| 15º posto | Ucraina   | Argentina     | 45-23  |
| 13º posto | Venezuela | Kazakistan    | 45-29  |
| 11º posto | Giappone  | Canada        | 45-30  |
| 9º posto  | Germania  | USA           | 45-29  |
| 7º posto  | Italia    | Polonia       | 34-24  |
| 5º posto  | Cina      | Russia        | 22-28  |
| 3º posto  | Ungheria  | Francia       | 33-45  |
| 1º posto  | Romania   | Corea del Sud | 19-20  |